# Großmonra
Großmonra is een ortsteil van de Duitse stad Kölleda in de deelstaat Thüringen. Het dorp ligt aan de rand van de Schmücke in het noordoostelijke Thüringer Bekken. De gemeente Großmonra werd op 31 december 2012 opgenomen in de stad Kölleda. Tot Großmonra behoorden de plaatsen Backleben en Burgwenden.